# Rio Bardoș
O Rio Bardoş é um rio da Romênia afluente do Rio Bicaz, localizado no distrito de Neamţ.